# Cel Teunen
Cel Teunen (Lier, 19 maart 2003) is een Belgisch voetballer die sinds 2023 uitkomt voor Lyra-Lierse.

## Carrière
Teunen ruilde de jeugdopleiding van Lierse SK in 2015 voor die van PSV. Vijf jaar later keerde hij terug naar het oude nest, zij het dan wel bij Lierse Kempenzonen, een van de twee geestelijke opvolgers van het inmiddels failliete Lierse SK. In augustus 2021 ondertekende Teunen er zijn eerste profcontract.
Op 4 september 2021 maakte hij zijn officiële debuut in het eerste elftal van Lierse Kempenzonen: in de bekerwedstrijd tegen Rupel Boom FC (2-0-winst) liet trainer Tom Van Imschoot hem in de 85e minuut invallen voor Tibeau Swinnen. Op 17 april 2022 liet Van Imschoot hem op de slotspeeldag van de competitie tegen Excelsior Virton in de 84e minuut invallen, opnieuw voor Swinnen.
Na afloop van het seizoen 2021/22 kreeg Teunen, die een aflopend contract had, een contractverlenging van één seizoen. In het seizoen 2022/23 kreeg Teunen geen officiële speelminuten meer in het eerste elftal, waarna in maart 2023 bekend raakte dat de jonge twintiger na afloop van het seizoen de overstap zou maken naar stadsgenoot Lyra-Lierse. Daar kreeg hij meteen een vaste stek in de ploeg van trainer Bart De Roover. Nog voor het einde van zijn debuutseizoen brak Lyra-Lierse zijn contract al open tot medio 2026.

## Clubstatistieken
| Seizoen         | Club               | Land            | Competitie      | Competitie | Competitie | Beker | Beker | Supercup | Supercup | Europees | Europees | Totaal | Totaal |
| Seizoen         | Club               | Land            | Competitie      | Wed.       | Dlp.       | Wed.  | Dlp.  | Wed.     | Dlp.     | Wed.     | Dlp.     | Wed.   | Dlp.   |
| --------------- | ------------------ | --------------- | --------------- | ---------- | ---------- | ----- | ----- | -------- | -------- | -------- | -------- | ------ | ------ |
| 2021/22         | Lierse Kempenzonen | Vlag van België | Eerste klasse B | 1          | 0          | 1     | 0     | —        | —        | —        | —        | 2      | 0      |
| 2022/23         | Lierse Kempenzonen | Vlag van België | Eerste klasse B | 0          | 0          | 0     | 0     | —        | —        | —        | —        | 0      | 0      |
| 2023/24         | Lyra-Lierse        | Vlag van België | Tweede afdeling | 24         | 1          | 1     | 0     | —        | —        | —        | —        | 25     | 1      |
| Carrière totaal | Carrière totaal    | Carrière totaal | Carrière totaal | 25         | 1          | 2     | 0     | 0        | 0        | 0        | 0        | 27     | 1      |

Bijgewerkt op 12 maart 2024.